# Eugenio Baroffio
Eugenio Pílades Baroffio (Montevideo, 15 de agosto de 1877 - Ib., 11 de mayo de 1956) fue un arquitecto uruguayo.

## Biografía
Nace en Montevideo, hijo del pintor y escenógrafo italiano Eugenio Francisco Baroffio. Estudia en la Facultad de Matemáticas y Ciencias exactas de la UdelaR, recibiéndose de arquitecto en 1905. Tres años antes de su graduación ingresó como dibujante en la Intendencia de Montevideo, iniciando una carrera de más de treinta y cinco años en el ámbito municipal.
Fue designado el 14 de marzo de 1933 como Decano de la Facultad de Arquitectura, luego de ejercer como catedrático de Construcción, renunciando a mediados de 1935.
Tuvo destacada actuación a lo largo de la primera mitad del siglo XX como arquitecto y urbanista; dejó su impronta en el trazado de las grandes avenidas montevideanas.
Fue Director de la "Revista de la Asociación de Ingenieros y Arquitectos del Uruguay" y del Círculo de Bellas Artes.
El 24 de junio de 1927 fue designado por Decreto del Ministerio de Relaciones Exteriores para representar a Uruguay en el III Congreso Panamericano de Arquitectos que se desarrolló en Buenos Aires en 1927. También representó al país como delegado al IV Congreso Panamericano de Arquitectura que se llevó a cabo en Río de Janeiro.
Un parque lineal en el límite de los barrios Malvín y Punta Gorda homenajea su nombre.